# نورا نارانخو مورس
نورا نارانخو مورس (بالإنجليزية: Nora Naranjo Morse)‏ (1953)؛ كاتِبة وشاعرة أمريكية.